# Postal (Italia)
Postal es una localidad y comune italiana de la provincia de Bolzano, región de Trentino-Alto Adigio, con 1.995 habitantes.

## Distribución de idiomas
Según el censo de 2011, la mayoría de los residentes (76,6 %) hablan alemán como lengua materna, el 22,8 % habla italiano de forma nativa y el 0,6 % el ladino.

## Evolución demográfica
| Gráfica de evolución demográfica de Postal entre 1861 y 2001 |
|                                                              |
| Fuente ISTAT - elaboración gráfica de Wikipedia              |